# René Manderscheid
René Manderscheid (* 22. Januar 1927 in Luxemburg) ist ein ehemaliger luxemburgischer Fußballspieler.
Sein Heimatverein war Red Boys Differdingen. Später spielte er noch für Spora Luxemburg. Am 6. November 1949 stand er beim Freundschaftsspiel der luxemburgischen Fußballnationalmannschaft gegen die belgische B-Nationalmannschaft (2:3) in der ersten Halbzeit auf dem Feld. Es blieb sein einziges Länderspiel.